# Леонтион
Лео́нтион, Лео́нтия (греч. Λεόντιον, лат. Leontium; ум. ок. 300-е годы до н. э.) — древнегреческая женщина-философ, представляющая эпикурейское направление. Когда Эпикур создал свою школу в Афинах в 306 году до н. э., он начал принимать в неё женщин. Леонтия, будучи изначально гетерой в Афинах, сразу пополнила ряды школы и стала ученицей и подругой Эпикура, а также возлюбленной наложницей Метродора. Правда, в других версиях она была возлюбленной уже самого Эпикура и частым адресатом его писем. Так, например, Диоген Лаэртский приводит цитату из письма Эпикура Леонтии.
Из философской деятельности Леонтии, мы знаем, что она написала специальное сочинение против Теофраста, преемника Аристотеля в 323 году до н. э. в школе перипатетиков. Согласно Цицерону, это было остроумное сочинение, написанное в аттическом стиле. По свидетельству Плиния Старшего, художник Аристид Младший написал портрет «Леонтия Эпикура», а Теор — «Леонтия Эпикура в размышлении». Джованни Боккаччо включил Леонтию в свой трактат «О знаменитых женщинах».